# Fort Monckton

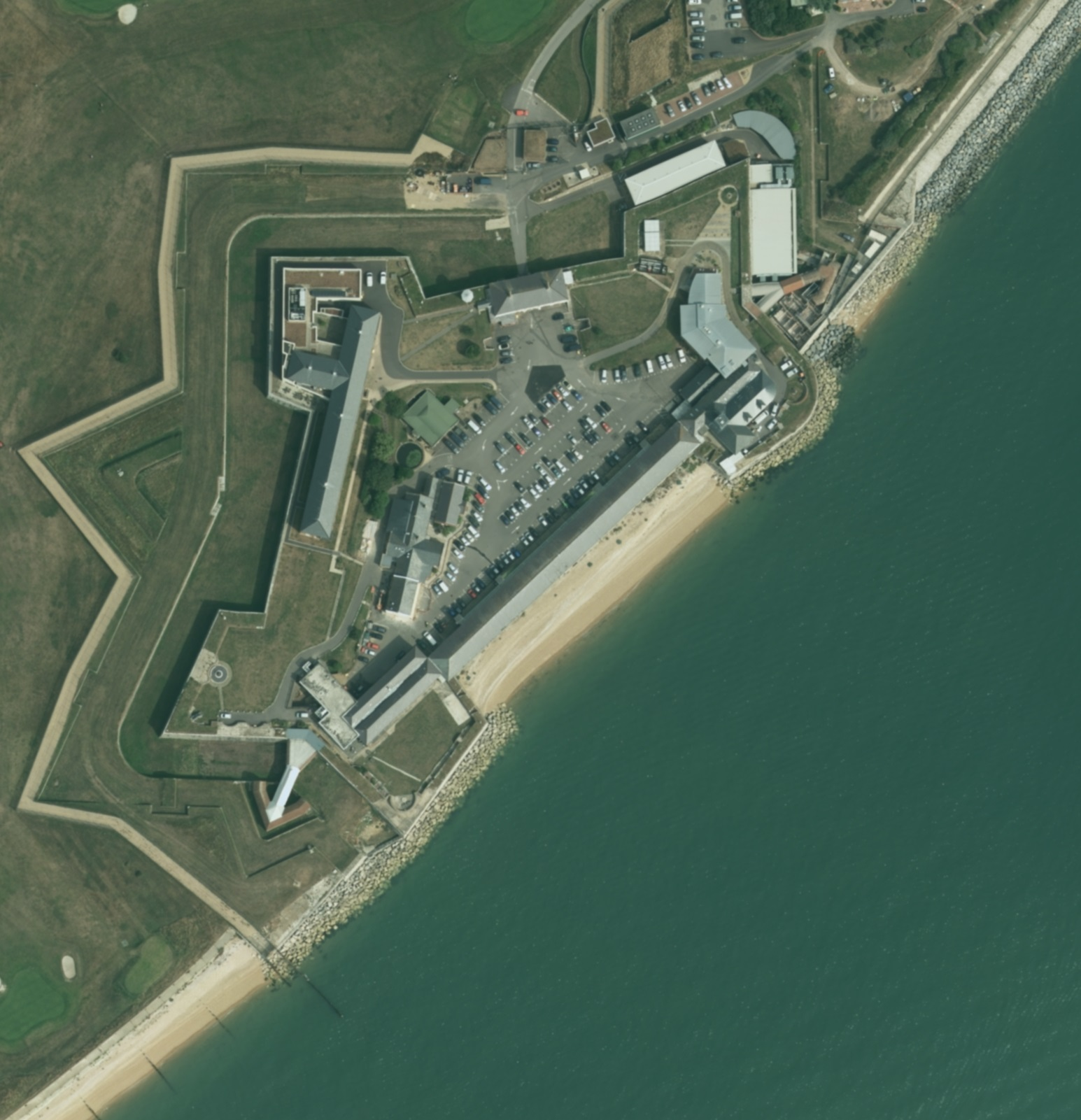
Vue aérienne de Fort Monckton

Fort Monckton est un fort militaire historique sur la rive est de la baie de Stokes, à Gosport, dans le Hampshire. Construit pour protéger le port de Portsmouth au début de la guerre d'indépendance américaine, il a été reconstruit dans les années 1880.
Il abrite aujourd'hui le principal centre d'entraînement militaire du Royaume-Uni, et tout particulièrement, depuis près d'un siècle, celui des principaux officiers de renseignement destinés à travailler sur le terrain. Sir Mansfield Smith-Cumming, le chef légendaire des services de renseignement du début du XXe siècle y avait ses quartiers privés qui ont été préservés.